# Curtomerus politus
Curtomerus politus är en skalbaggsart som beskrevs av Martins 1995. Curtomerus politus ingår i släktet Curtomerus och familjen långhorningar. Inga underarter finns listade i Catalogue of Life.